# Balassa Ferenc (bán, 1736–1807)
Gyarmati gróf Balassa Ferenc de Paola Gábor Ferdinánd (Kékkő, 1736. április 3. – Kékkő, 1807. augusztus 28.) koronaőr, kamaraelnök, a zágrábi kerület főbiztosa, Pozsega vármegye kerületi biztosa, horvát–dalmát és szlavón bán.

## Élete
Az ősrégi és tekintélyes köznemesi származású gyarmati Balassa család sarja. Apja, gyarmati Balassa Ferenc, anyja köpösdi báró Tolvay Borbála volt. Felmenői között található az előkelő tóthi Lengyel családból származó dédanyja, gyarmati Balassa Sándorné tóthi Lengyel Katalin asszony, akinek a szülei tóthi Lengyel János és ghyczi, assa- és ablonczkürthi Ghyczy Zsuzsanna voltak. Iskoláit a bécsi Theresianumban végezte, majd Mária Terézia őt a minisztériumnál gyakornoknak alkalmazta; 1756-ban lett királyi kamarás s a helytartótanácsnál számfeletti tanácsos, 1762–1785-ig Szerém vármegye főispánja.
1763-ban Szlavónia egészségügyi biztosa, 1765-ben a szlavóniai úrbérrendezési bizottság tagja, 1769-ben a tartományi bizottság aligazgatója, 1782-ben főigazgatója. 1772. október 16-án grófi rangot nyert. 1777-ben a pozsonyi tankerület iskoláinak főigazgatója, 1780-ban a Szent István rend középkeresztes vitéze lett. 1779-ben Fiume és Károlyváros királyi biztosa.
II. József magyar király 1780. november 29-étől uralkodott és folyamatosan közigazgatási és igazságügyi reformokat hajtott végre a királyságban. 1782-ben belső titkos tanácsos. II. József császár 1783-ban kamarai elnökké s koronaőrré nevezte ki. A nemességre mért legnagyobb csapás az 1785. március 18-án kelt rendelete volt, mely alapvetően megváltoztatta az ország igazgatási rendszerét. A rendelet megszüntette a vármegyét, mint igazgatási egységet, a vármegyei közgyűlést, mint a nemesség legfőbb önigazgatási intézményét, valamint politikai életének színterét. Az országot 10 kerületre osztotta, a kerületek élére királyi biztosokat vagy kerületi főispánokat nevezett ki. Zala vármegyét a Zágrábi kerületbe helyezte el, és 1785. július 18-án gróf Balassa Ferenc belső titkos tanácsost nevezte ki kerületi főbiztossá. 1785. július 18-án mezőszegedi Szegedy Ignác lemondott az első alispáni posztjáról, melyet 1781. szeptember 24-e óta töltött be és helyébe, a vármegyén kívüli nozdroviczki Nozdroviczky János lépett. A másodalispáni tisztséget Vida József 1782. október 11-e és 1790. április 7-e között foglalta szinte az egész Jozefinista korszak alatt. A császár két újabb 1786 november 30-i és 1787. július 19-ei rendeleteivel következett be. Első rendelete 38 új bíróság felállítását mondta ki, a másik rendelet kinevezte az új bíróságok személyzetét, kijelölte székhelyüket és működésük megkezdésének időpontjául 1787. szeptember 1-ét tűzte ki. Ezzel a "Novus Ordo" kibontakozásának tetőpontját érte el és egyben beteljesedett a közigazgatás és a jogszolgáltatás szétválasztása. Zala vármegyében boldogfai Farkas Jánost (1741–1788), az addigi vármegyei főjegyzőt, a Zala vármegyei Ítélőszék elnökévé nevezték ki ("Inclyti Sedis Iudiciaria Comitatus Szaladiensis Praeses"), és ezzel a vármegye legmagasabb igazságügyi hivatalt ő töltötte be. 1790. február 20-án az uralkodó elhunyt, és ezután a vármegye régi rendszere és tisztségei helyreálltak. Balassa Ferenc gróf kerületi főispán 1790. február 22-éig foglalta a posztját; Althann Mihály János (1757–1815) gróf lett az új zalai főispán I. Ferenc magyar király uralkodása alatt.
1785–1790-ben horvát–dalmát és szlavón bán és főkapitány, két ezred tulajdonosa, a zágrábi kerület főbiztosa, Pozsega vármegye kerületi biztosa. II. József bizalmasaként minden eszközzel igyekezett végrehajtani a központosító intézkedéseket, ezért mind a magyar, mind a horvát rendek ellenszenvét kivívta. Javasolta, hogy Budán állítsák fel a Nemzeti Nyelvek Akadémiáját.
József császár halálával Bécsbe ment, és a horvát nemzet consiliáriusa, a bécsi Illír Udvari Kancellária vezetője lett.
1792-ben a törvény értelmében ezen tisztségét letette, s mint magánember Bécsben, utóbb Pozsonyban és birtokain élt. Nőtlen volt, vele kihalt a Balassa család grófi ága. A nógrád vármegyei Nagyzellőn (Felsőzellő, ma: Vel'ké Zlievce, Szlovákia) temették el.

## Munkái
- Casulae St. Stephani regis Hungariae vera imago et expositio. Viennae, 1754.
- Kézirata: Elaboratum de insurrectione Hungariae Josepho II. imp. anno 1789. megvan az Országos Széchényi Könyvtár kézirattárában.